# 方丹莱格雷
方丹莱格雷（法語：Fontaine-les-Grès，法語發音：[fɔ̃tɛn le ɡʁɛ]）是法国奥布省的一个市镇，属于塞纳河畔诺让区。

## 地名
“方丹”（Fontaine）意为“泉”。法语地名通名在“枫丹白露”（Fontainebleau）等少数拥有传统译名的地名中译作“枫丹”，不过在《世界地名翻译大辞典》、《世界地名译名词典》和《法国地图册》等主流地名译名类书籍资料中多译作“方丹”。

## 地理
方丹莱格雷（48°25'25"N, 3°54'29"E）面积12.16 平方千米，位于法国大東部大區奥布省，该省份为法国中北部省份，北起马恩省，西接塞纳-马恩省，西南至约讷省，东南至科多尔省，东临上马恩省。
与方丹莱格雷接壤的市镇（或旧市镇、城区）包括：埃什米讷、勒帕维永圣朱莉、圣梅曼、萨维耶尔。
方丹莱格雷的时区为UTC+01:00、UTC+02:00（夏令时）。

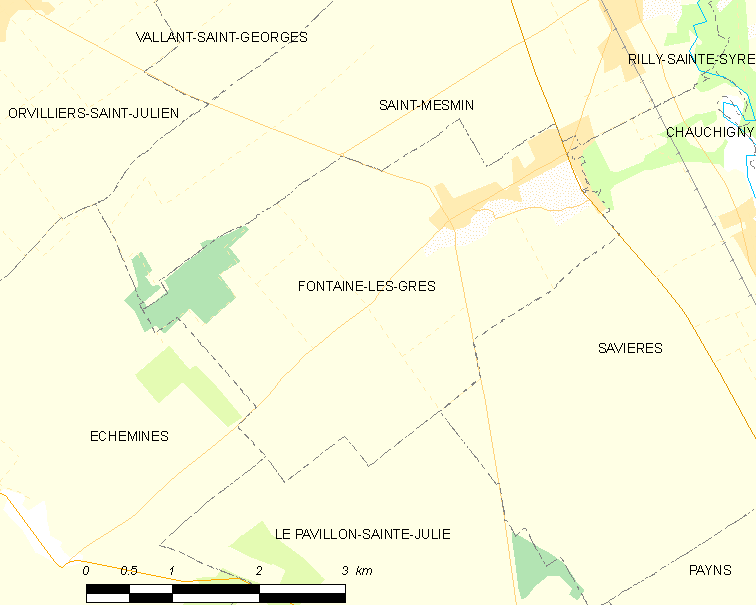
方丹莱格雷的OSM定位图

## 行政
方丹莱格雷的邮政编码为10280，INSEE市镇编码为10151。

## 政治
方丹莱格雷所属的省级选区为特鲁瓦附近克勒内县。

## 人口

1962-2008年间方丹莱格雷人口变化图示

方丹莱格雷于2022年1月1日时的人口数量为903人。